# India ai XXIII Giochi olimpici invernali
L'India ha partecipato ai XXIII Giochi olimpici invernali, che si sono svolti dal 9 al 28 febbraio 2018 a Pyeongchang in Corea del Sud, con una delegazione composta da 2 atleti. Il portabandiera è stato lo slittinista Shiva Keshavan.

## Sci di fondo
L'India ha qualificato nello sci di fondo un atleta nella prova 15 km a tecnica libera.
| Atleta        | Gara                   | Finale  | Finale  | Finale     |
| Atleta        | Gara                   | Tempo   | Deficit | Classifica |
| ------------- | ---------------------- | ------- | ------- | ---------- |
| Jagdish Singh | 15 km a tecnica libera | 43:00.3 | +9:16.4 | 103        |

## Slittino
L'India ha qualificato nello slittino un atleta nel singolo maschile.
| Gara             | Atleta         | 1ª manche | 2ª manche | 3ª manche | 4ª manche       | Totale   | Posizione |
| ---------------- | -------------- | --------- | --------- | --------- | --------------- | -------- | --------- |
| Singolo maschile | Shiva Keshavan | 50"578    | 48"710    | 48"900    | non qualificato | 2'28"188 | 34º       |